# Colwyn Bay Football Club
Colwyn Bay Football Club é um time galês de futebol. Disputa a segunda divisão do Campeonato Galês, a Cymru North.

## Clube no Futebol Inglês
Por muitos anos diversos clubes galeses participaram do sistema de ligas do futebol inglês por diversos motivos, pela dificuldade no deslocamento para os jogos dentro do próprio território galês, o fato de a liga galesa possuir muitos times amadores enquanto as divisões inferiores da Inglaterra eram profissionais. Com a criação da Premier League do País de Gales em 1992-93 alguns destes times retornaram ao futebol galês. Porém 11 clubes galeses permaneceram no futebol inglês, destes 11, 3 deles (Swansea City, Cardiff City e o Wrexham) faziam parte da English Football League, ou seja disputavam uma das 4 primeiras divisões do futebol inglês e portanto a Associação de Futebol do País de Gales permitiu que estes permanecessem no futebol inglês. Porém 8 clubes (Bangor City, Barry Town, Caernarfon Town, o próprio Colwyn Bay, Merthyr Town, Newport County, Newtown e Rhyl) de divisões inferiores inglesas, que estavam na National League System se recusaram a deixar o futebol inglês para disputar o Campeonato Galês, portanto estes clubes ficaram conhecidos como Irate Eight. Com o passar dos anos, destes 8 clubes, 6 clubes retornaram ao futebol galês, deixando apenas o Newport County e o Merthyr Town, além do Swansea City, Cardiff City e o Wrexham no futebol inglês. O Colwyn Bay foi o último a retornar, fazendo isso para a temporada 2019-20. O clube foi colocado na Divisão Norte da 2ª Divisão do futebol galês.

## Elenco Atual
Atualizado em Fevereiro de 2020
Nota: Bandeiras indicam equipe nacional, conforme definido pelas regras de elegibilidade da FIFA. Os jogadores podem ter mais de uma nacionalidade não-FIFA.
| N.º |               | Posição | Jogador           |
| --- | ------------- | ------- | ----------------- |
|     | Inglaterra    | G       | Andy Coughlin     |
|     | Inglaterra    | G       | Paddy Rutter      |
|     | País de Gales | D       | Alex Downes       |
|     | Inglaterra    | D       | Will Bell         |
|     | País de Gales | D       | Jordan Carrington |
|     | País de Gales | D       | Kian Owen         |
|     | Inglaterra    | D       | Matthew Russell   |
|     | Inglaterra    | D       | Darren Thornton   |
|     | País de Gales | D       | Mike Williams     |
|     | País de Gales | D       | Ashley Seddon     |
|     | Inglaterra    | M       | Sam Downey        |

| N.º |               | Posição | Jogador                                    |
| --- | ------------- | ------- | ------------------------------------------ |
|     | País de Gales | M       | Morgan Ashworth                            |
|     | País de Gales | M       | Sion Edwards                               |
|     | Inglaterra    | M       | Tom McCready (Captain)                     |
|     | País de Gales | M       | Cai Owen                                   |
|     | País de Gales | M       | Alun Roberts                               |
|     | País de Gales | M       | Beau Cornish (on loan from The New Saints) |
|     | País de Gales | A       | Julian Williams                            |
|     | País de Gales | A       | Toby Jones                                 |
|     | País de Gales | A       | Callum Parry                               |
|     | País de Gales | A       | Damien Ketley                              |
|     | Inglaterra    | A       | Mitchell Bryant                            |